# Povijest Malezije
Povijest Malezije moderan je koncept, nastao u drugoj polovici 20. stoljeća. Međutim, suvremena Malezija cijelu povijest Malaje i Bornea, koja se proteže tisućama godina unatrag do prapovijesti, smatra vlastitom poviješću.
Prvi dokaz o arhaičnom ljudskom zanimanju može se datirati prije najmanje 1,83 milijuna godina, dok su najraniji ostaci anatomski modernog čovjeka stari 40 000 godina. Preci današnjeg stanovništva Malezije ušli su na to područje u više valova u prapovijesti i povijesti.
Hinduizam i budizam iz Indije i Kine dominirali su ranom regionalnom poviješću, dosegnuvši svoj vrhunac od 7. do 13. stoljeća za vrijeme vladavine civilizacije Srivijaya sa sjedištem na Sumatri. Islam je svoju početnu prisutnost na Malajskom poluotoku imao još u 10. stoljeću, ali je tijekom 15. stoljeća religija čvrsto uhvatila korijenje barem među dvorskim elitama, koje su doživjele uspon nekoliko sultanata; najistaknutiji su bili Malački sultanat i Brunejski sultanat.
Portugalci su bili prva europska kolonijalna sila koja se uspostavila na Malajskom poluotoku i jugoistočnoj Aziji, zauzevši Malaccu 1511. Taj je događaj doveo do uspostave nekoliko sultanata kao što su Johor i Perak. Nizozemska hegemonija nad malajskim sultanatima porasla je tijekom 17. do 18. stoljeća, zauzevši Malaccu 1641. uz pomoć Johora. U 19. stoljeću Englezi su konačno stekli hegemoniju na teritoriju koji je sada Malezija. Anglo-nizozemski sporazum iz 1824. definirao je granice između Britanske Malaje i Nizozemske Istočne Indije (koja je postala Indonezija), a Anglo-sijamski ugovor iz 1909. definirao je granice između Britanske Malaje i Sijama (koji je postao Tajland). Četvrta faza stranog utjecaja bio je val useljavanja kineskih i indijskih radnika kako bi se zadovoljile potrebe koje je imalo kolonijalno gospodarstvo na Malajskom poluotoku i Borneu.
Japanska invazija tijekom Drugog svjetskog rata okončala je britansku vlast u Malaji. Nakon što su Saveznici porazili Japansko Carstvo, 1946. osnovana je Malajska unija koja je 1948. reorganizirana u Federaciju Malaje. Na poluotoku je Malajska komunistička partija (MCP) digla oružje protiv Britanaca i napetosti su dovele do proglašenja izvanrednog stanja od 1948. do 1960. Snažan vojni odgovor na komunističku pobunu, nakon kojeg su uslijedili pregovori o Balingu 1955., doveli su do neovisnosti Malaje 31. kolovoza 1957., kroz diplomatske pregovore s Britancima. Dana 16. rujna 1963. osnovana je Federacija Malezije; u kolovozu 1965. Singapur je izbačen iz federacije i postao je zasebna neovisna država. Rasni neredi 1969. doveli su do nametanja izvanrednog stanja, suspenzije parlamenta i proglašenja Rukun Negara, nacionalne filozofije koja promiče jedinstvo među građanima.
Nova ekonomska politika (NEP) usvojena 1971. nastojala je iskorijeniti siromaštvo i restrukturirati društvo kako bi se uklonilo poistovjećivanje rase s ekonomskom funkcijom. Pod premijerom Mahathirom Mohamadom, došlo je do razdoblja brzog gospodarskog rasta i urbanizacije u zemlji počevši od 1980-ih;  prethodnu ekonomsku politiku naslijedila je Nacionalna razvojna politika (NDP) od 1991. do 2000. Azijska financijska kriza kasnih 1990-ih utjecala je na zemlju, gotovo uzrokujući krah tržišta valute, dionica i nekretnina; međutim, kasnije su se oporavili. Početkom 2020. Malezija je prošla kroz političku krizu. Ovo razdoblje, zajedno s pandemijom COVID-19, izazvalo je političku, zdravstvenu, društvenu i ekonomsku krizu. Opći izbori 2022. rezultirali su prvim parlamentom u povijesti zemlje u kojem nijedna stranka nema većinu, a Anwar Ibrahim postao je malezijski premijer 24. studenog 2022. 